# Erwin Linga
Erwin Linga (15 november 1960) is een Surinaams politicus uit het district Sipaliwini. Van 2015 tot 2020 was hij lid van De Nationale Assemblée (DNA) voor de Nationale Democratische Partij (NDP). Daarnaast is hij sinds 2017 dorpshoofd van Gingiston. Vlak voor de verkiezingen van 2020 stapte hij over naar de Vooruitstrevende Hervormings Partij (VHP). Sinds augustus 2020 is hij districtscommissaris van Boven-Saramacca.

## Biografie
Linga naam tijdens de verkiezingen van 2005 deel voor de Nationale Democratische Partij (Suriname) (NDP). Sinds  2012 is hij lid van het hoofdbestuur van de NDP. Daarnaast was hij lid van de Districtsraad van Sipaliwini. Hij deed aan de verkiezingen van 2015 mee als lijsttrekker van zijn partij in Sipaliwini. Hij kreeg 1652 stemmen achter zich en werd daarmee gekozen tot lid van DNA. In het parlement richt hij zich op de onderwerpen Natuurlijke Hulpbronnen; Ruimtelijke Ordening, Grond- en Bosbeheer en Onderwijs, Wetenschap en Cultuur. Daarnaast houdt hij zich bezig met lagere organen.
In september 2017 werd Linga ingehuldigd als kapitein (dorpshoofd) van Gingiston.
Linga miste enkele malen belangrijke debatten in DNA. Mede door zijn afwezigheid werd het quorum niet gehaald en werden debatten uitgesteld. Voorbeelden zijn het debat over de Wet notarisambt (juni 2019) en de initiatiefwet over de staatsschuld (oktober 2019). In tegenstelling tot geruchten dat hij ontevreden over de gang van zaken in zijn partij zou zijn, zou hij beide keren onwel zijn geworden. Over de initiatiefwet over de staatsschuld bestond een controverse in De Nationale Assemblée en rond de twintig actiegroepen erbuiten, omdat de NDP daarmee voorkwam dat er een strafzaak tegen NDP-minister Gillmore Hoefdraad kon worden voortgezet.
Vlak voor de verkiezingen van 2020 stapte hij over naar de Vooruitstrevende Hervormings Partij (VHP). Hiertoe werd hij aangemoedigd door zijn achterban in Boven-Suriname, omdat de NDP niets voor het gebied zou hebben betekend. Na zijn Assembléelidmaatschap werd hij districtscommissaris van Boven-Saramacca.